# Alfred Howitt
Alfred William Howitt (* 17. April 1830, Nottingham, England; † 7. März 1908, Bairnsdale, Victoria in Australien) war ein Geologe, Anthropologe und Naturforscher. In der australischen Geschichte ist er dafür bekannt, dass er das letzte überlebende Mitglied der Expedition von Burke und Wills, John King, fand.

## Frühes Leben
Howitt war ein Sohn des Schriftstellerehepaares William Howitt und Mary Botham. Er besuchte während eines mehrjährigen Deutschlandaufenthaltes der Eltern die Schule in Heidelberg und anschließend die University College School in London. Mit seinem Vater und seinem Bruder Charlton folgte er 1852 dem Goldrausch nach Australien. 1854 gingen Vater und Bruder zurück nach England, während er als goldsuchender Geologe im Norden von Gippsland blieb. Charlton kam 1860 nach Neuseeland, verunglückte aber dort im Juni 1863 im Lake Brunner bei einem Wegebauprojekt. 
Alfred heiratete im Jahre 1863 Maria, geborene Boothby, mit der er fünf Kinder hatte. Maria war die Tochter des Richters Benjamin Boothby, des Justizministers der britischen Kolonie Victoria. Howitt erhielt ab 1863 einen Posten als richterlicher Beamter bei der Polizei auf den Goldfeldern Victorias. 1889 wurde er Sekretär einer staatlichen Bergbauabteilung und von 1905 bis 1906 war er Vorsitzender der Royal Commission des Kohlenbergbaus von Victoria.

## Expeditionen

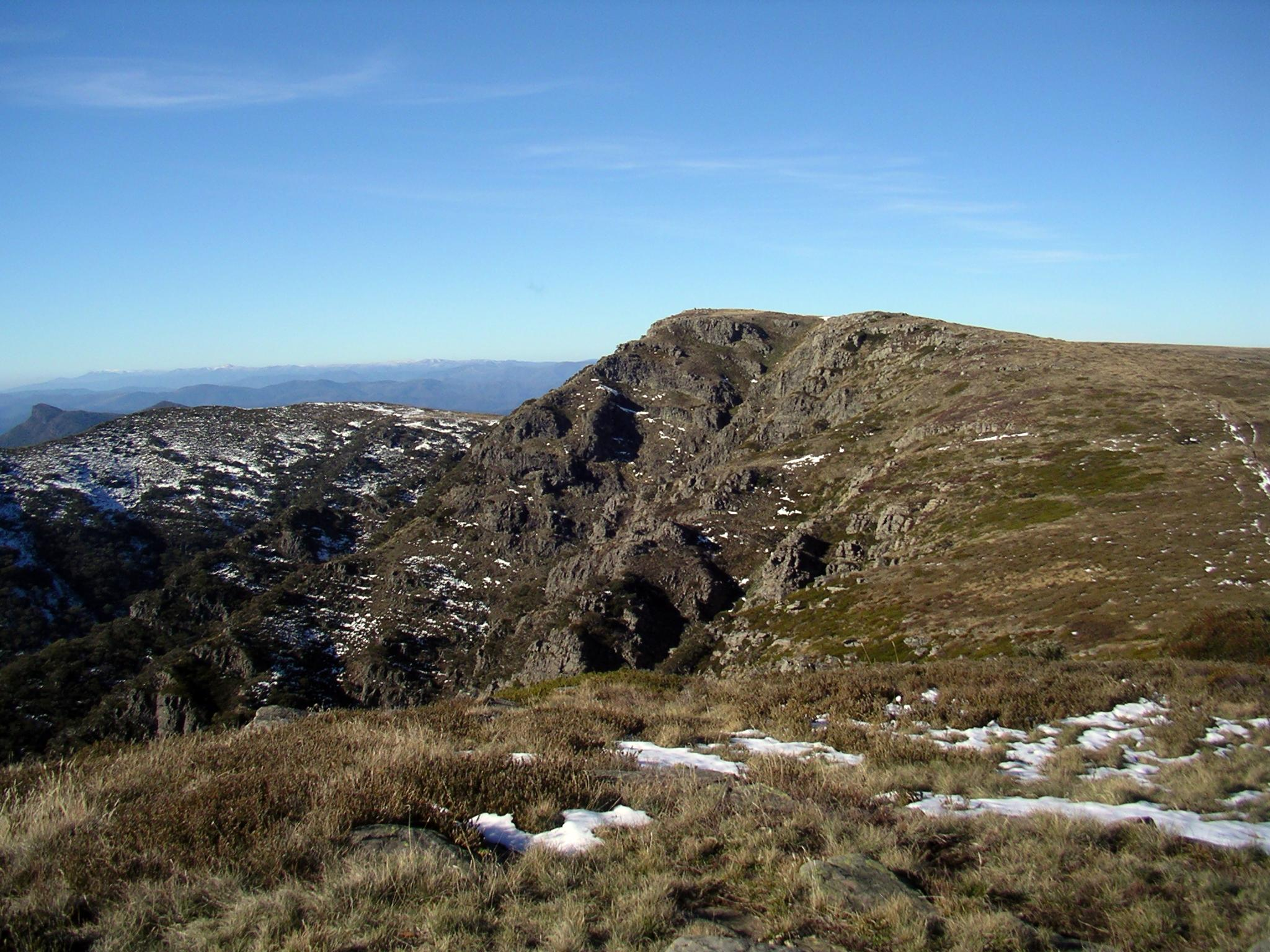
Mount Howitt (1742 m) im Alpine-Nationalpark

Im Jahre 1859 führte Howitt eine Expedition zum Lake Eyre, von der der zuvor von einer Expedition zurückgekommene Peter Warburton positiv über landwirtschaftlich nutzbare Landschaften berichtet hatte, und er führte zum selben Zweck eine Expedition von Adelaide durch die Flinders Ranges bis zur Davenport Range durch. In beiden Fällen warnte er seine Auftraggeber vor Fehlentscheidungen.
In 1861 wurde Howitt beauftragt, die Suche der verlorenen Expedition von Burke und Wills durchzuführen. Howitt war nur mit der nötigsten Ausrüstung und einer kleinen Mannschaft unterwegs. Er fand den letzten Überlebenden der Expedition, John King, am Cooper Creek. Howitt bestattete Robert O’Hara Burke und William John Wills, bevor er mit King die Rückreise nach Melbourne antrat. Auf der folgenden Expedition zum Cooper Creek im Jahre 1862 brachte er die Körper von Burke und Wills zunächst nach Adelaide und per Schiff zum Staatsbegräbnis am 21. Januar 1863 nach Melbourne.
Howitt sammelte Pflanzen während seiner Expeditionen im Nordosten von South Australia, Südwesten von Queensland und Westen von New South Wales. Seine Sammlungen, die sich heute in Melbourne befinden, übergab er Ferdinand von Mueller.
Howitt untersuchte die Kultur und gesellschaftlichen Verhältnisse der Aborigines, insbesondere die Verwandtschafts- und die Heiratsmodalitäten. Er war von der Evolutionstheorie von Charles Darwin und von der modernen Anthropologie beeinflusst. Howitt schrieb mit Lorimer Fison sein Hauptwerk Kamilaroi and Kurnai im Jahre 1879, das international bis zum heutigen Tage als ein bedeutendes Werk der neueren Anthropologie gilt. Auf dieses Werk nimmt beispielsweise Norman Tindale Bezug.

Das Verhältnis zwischen den australischen Aborigines und den Siedlern wird darin mit den folgenden, in den Rassetheorien der damaligen Zeit verhafteten Worten geschildert:

„In Australien begann dieses Aussterben der Ureinwohner mit der ersten Besiedlung. Man kann grob sagen, dass das Voranschreiten der Besiedlung, zumindest an der Grenze, durch eine Blutlinie gekennzeichnet war. Der tatsächliche Konflikt zwischen den beiden Rassen war von unterschiedlicher Intensität und Dauer, da sich die verschiedenen Eingeborenenstämme in ihrem geistigen und körperlichen Charakter unterschieden [...] Aber die Flut der Besiedlung ist auf einer immer breiter werdenden Linie vorangeschritten, hat die Eingeborenenstämme mit ihren ersten Wellen gebrochen und ihre Wracks mit ihrer Flut überwältigt.“

## Ehrungen

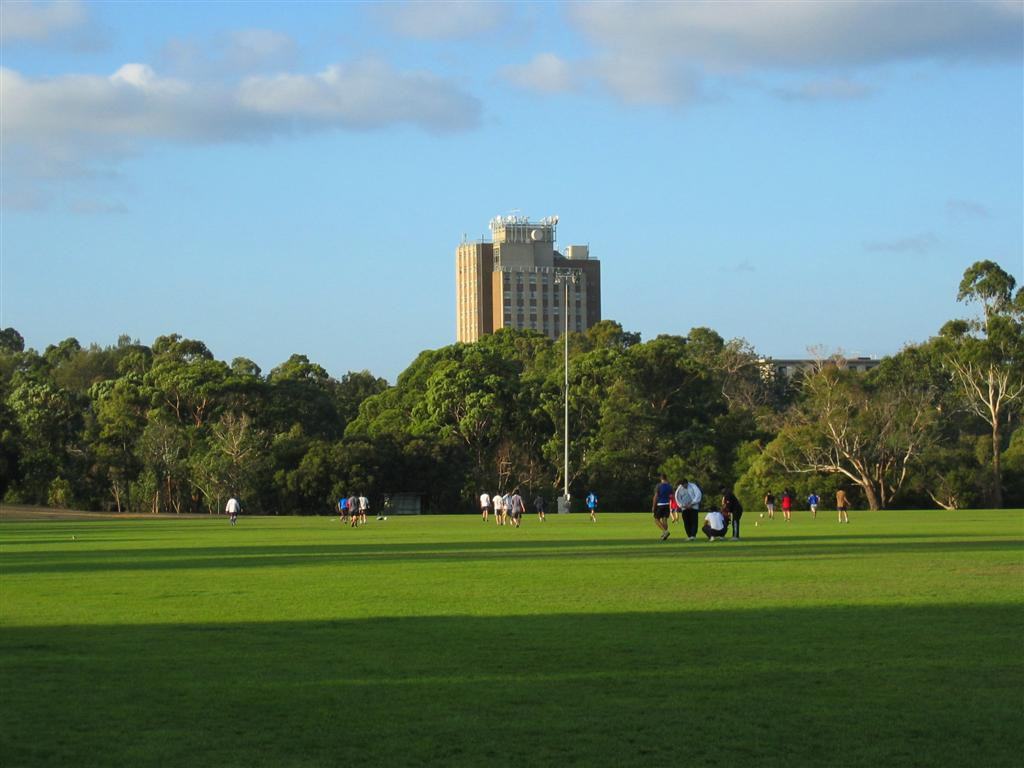
Howitt Hall der Monash University in Victoria, Australien

Im Jahre 1903 wurde Howitt durch die Clarke-Medaille von der Royal Society of New South Wales geehrt, 1904 erhielt er als erster die Mueller Medal. Der Mount Howitt in Victoria und die Howitt Hall der Monash University sind nach ihm benannt.

## Werke
- Howitt, Alfred William, 1870, 15. März 1870. Experiences in Central Australia. Gippsland Times.
- Howitt, Alfred William, 1878. Notes on the Aborigines of Coopers Creek. In R. B. Smyth (Hrsg.), The Aborigines of Victoria.
- Howitt, Alfred William, 1889. Note as to descent in the Dieri tribe. Journal of the Anthropological Institute. Vol. 19, p. 90.
- Howitt, Alfred William, 1890. The Dieri and other kindred tribes of Central Australia. Journal of the Anthropological Institute. Vol. 20, S. 30–104.
- Howitt, Alfred William, 1898. Reminiscences of Central Australia. Alma Mater. Vol. 3  (No. 1).
- Howitt, Alfred William, 1904. The native tribes of south-east Australia. London: Macmillan.
- Howitt, Alfred William, 1907. Personal reminiscences of Central Australia and the Burke and Wills Expedition: Presidents inaugural address. Journal of the Australasian Association for the Advancement of Science. Adelaide 1907
- Howitt, Alfred William, Royal Anthropological Institute of Great Britain and Ireland, & Siebert Otto, 1904. Legends of the Dieri and kindred tribes of Central Australia. London: Anthropological Institute of Great Britain and Ireland.
- Geological Survey of Victoria. Report of Progress by R. -Brough Smyth with Reports on the Geology, Mineralogy, and Physical Structure of varions Parts of the Colony by Ferd. M. Krause Reginald A. F. Murray Alfred W. Howitt. (etc.) Ferres Melbourne, London 1876 (im Bestand bei der ÖNB)